# Rhynchina columbaris
Rhynchina columbaris är en fjärilsart som beskrevs av Butler 1878. Rhynchina columbaris ingår i släktet Rhynchina och familjen nattflyn. Inga underarter finns listade.